# Конфігурація двигуна внутрішнього згоряння

Три типи двигунів: а — однорядний двигун, b — V-подібний двигун, с — VR-двигун

Конфігура́ція двигуна́ вну́трішнього згоря́ння (англ. engine configuration) — інженерний термін, що характеризує розташування головних компонентів поршневого двигуна внутрішнього згоряння (ПДВЗ). Цими компонентами є циліндри і в особливостях колінчасті вали а також, інколи розподільний вал.

## Класифікація за взаємним розташуванням циліндрів

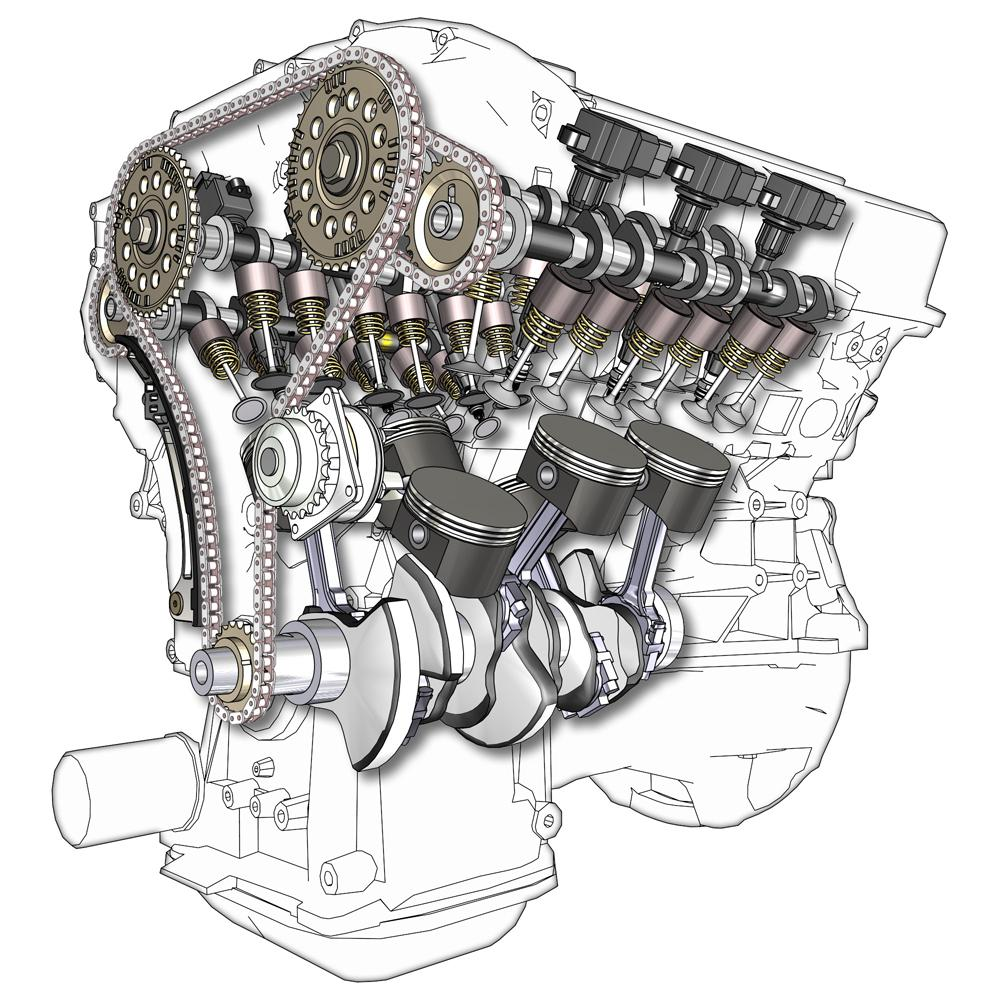
Двигун типу V6

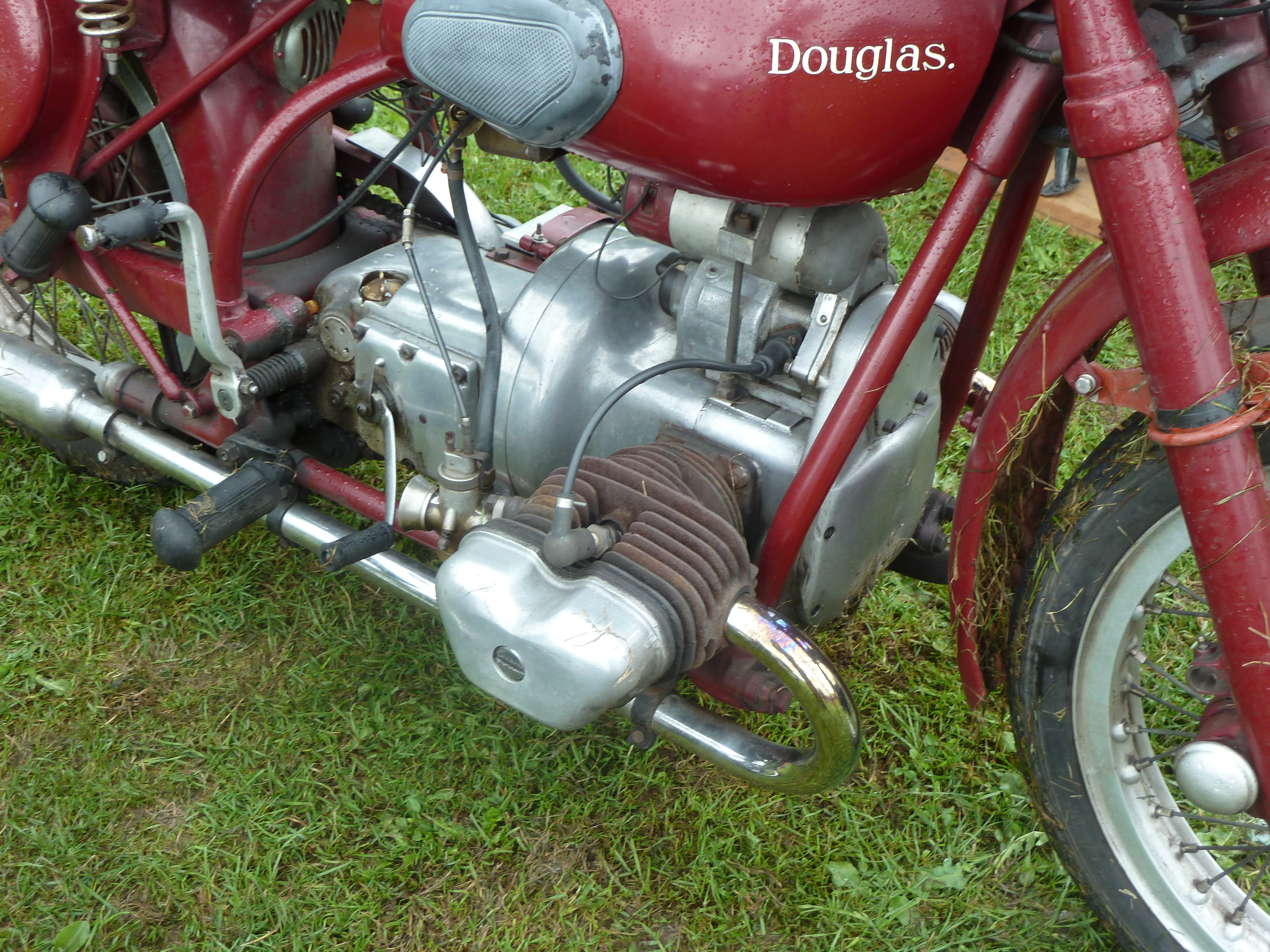
Мотоцикл з опозитним двоциліндровим двигуном від британського виробника «Douglas»

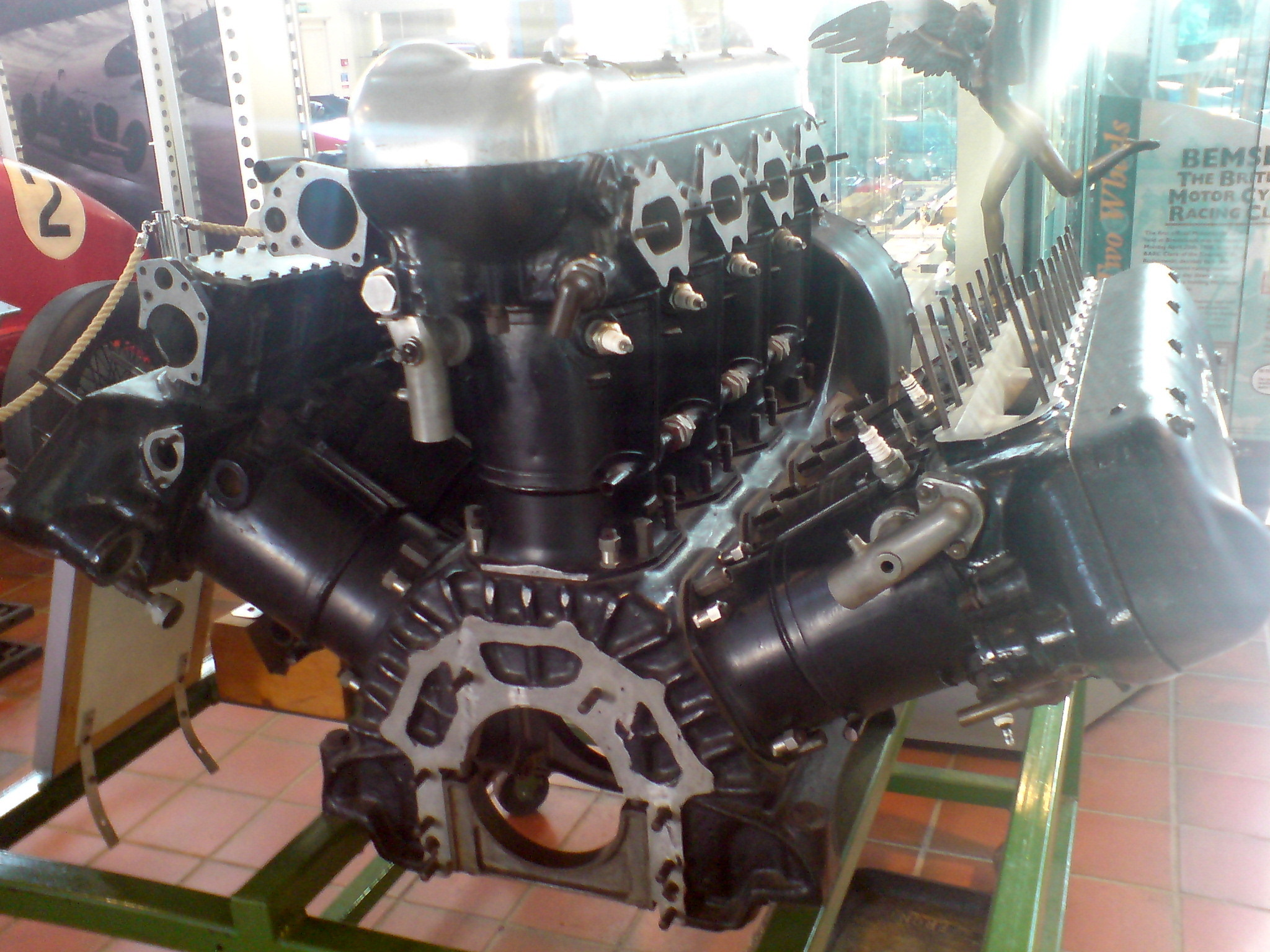
Авіаційний двигун Napier Lion W12 від компанії «Napier» (1930)

- Одноциліндровий двигун (англ. single-cylinder engine) — найпростіший поршневий двигун внутрішнього згоряння, що має лише один робочий циліндр;
- Рядні двигуни:
  - Однорядний двигун (англ. straight engine, inline engine), у якому всі циліндри розташовані в один ряд;
    - U-подібний двигун (англ. U engine) — два рядних двигуни, колінчасті вали яких є кінематично сполученими за допомогою ланцюгової або зубчастої передачі;

  - V-подібний двигун (англ. V engine) — двигун з двома рядами циліндрів, що розташовані під кутом (45°…90°) один до одного й працюють на один (спільний) колінчастий вал;
    - X-подібний двигун (англ. X engine) — комбінація двох V-подібних двигунів зі спільним колінчастим валом;

  - Опозитний двигун (англ. flat engine, boxer) — частковий випадок V-подібного двигуна, де блоки циліндрів розташовані під кутом 180°;
    - H-подібний двигун (англ. H engine) — два паралельно розташовані опозитні двигуни, колінчасті вали яких є кінематично сполученими;

  - VR-двигун (англ. VR engine) — V-подібний двигун з кутом розвалу 15° і накритий спільною головкою блока;
    - W-подібний двигун (англ. W engine) — два VR-двигуни, що працюють з одним (спільним) колінчастим валом;

  - Двигун із зустрічним рухом поршнів (англ. opposed-piston engine) — двигун із двома блоками циліндрів, розташованих один навпроти одного зі спільною камерою згоряння та окремими колінчастими валами;
- Радіальний (зіркоподібний) двигун (англ. radial engine, star engine) — поршневий двигун внутрішнього згоряння, циліндри якого розташовані радіально променями навколо одного колінчастого вала через однакові кути;
  - Ротативний двигун (англ. rotary engine) — радіальний двигун повітряного охолодження, робота якого базується на обертанні циліндрів (зазвичай у непарній кількості) разом з картером навколо нерухомого колінчастого вала, закріпленого на моторній рамі;
- Роторно-поршневий двигун — конструкція якого ґрунтується на застосування тригранного ротора (поршня), що має вигляд трикутника Рело, що обертається всередині циліндра спеціального профілю, поверхня якого виконана по епітрохоїді (можливі й інші форми ротора і циліндра).